# Воробьевский, Василий Михайлович
Василий Михайлович Воробьевский (1782—1862) — российский медик и фармацевт, академик Московского отделения Медико-хирургической академии, лечащий врач А. С. Грибоедова.

## Биография
Происходил из дворян. Учился в Киевской духовной академии, а с 1799 года был учеником в Киевской казённой аптеке; «в оной упражнялся теоретически и практически по части лаборатории и рецептурной год и семь месяцев, после чего исполнял гезельскую и провизорскую должности один, по всем отделениям аптеки». С 1804 года учился в Санкт-Петербургской медико-хирургической академии, «в коей по окончании полного курса врачебных наук произведён кандидатом медицины» в феврале 1808 года.
Работал в главном Санкт-Петербургском сухопутном госпитале. В 1809 году, получив звание лекаря, он был направлен в московское отделение медико-хирургической академии, адъюнктом фармации.
В войну в 1812 году был направлен «для лечения раненых во временную Головинскую гошпиталь под начальство генерала Татищева и доктора Лодера»; при занятии Москвы французами 2 сентября был взят в плен и освобождён 16 октября под Красным. Вернулся в Москву, где внёс большой вклад в пресечение эпидемий с сожжённом городе с тысячами не погребенных трупов.
В августе 1813 года был признан в Москве доктором медицины за диссертацию: «De cura phlegmasiarum revulsiva, praejerenda reliquis aliis elucubrata»; с августа 1813 года — экстраординарный профессор фармации, с 1825 года — профессор, а с 1836 года — академик московского отделения медико-хирургической академии. С 4 мая 1829 года — статский советник. В 1833 году вышел в отставку.
Скончался 17 октября 1862 года[по какому календарю?] и был похоронен на Ваганьковском кладбище; могила утрачена.
У него было четверо детей: сыновья Сергей, Михаил, Василий и дочь Мария, бывшая замужем за статским советником Василием Егоровичем Сиротининым